# Francisco de Rois y Mendoza
Francisco de Rois y Mendoza (Madrid, 16 de marzo de 1611 - Granada, 16 de marzo de 1677) fue un fraile cisterciense y sacerdote católico español, obispo de Badajoz y arzobispo de Granada, sucesivamente, catedrático de vísperas de Teología de la Universidad de Salamanca y gran prior de la Orden de Calatrava, entre otros cargos.

## Biografía

### Familia
Hijo de Diego de Rois Bernaldo de Quirós, señor de Vidarte y de María de Gámiz y Mendoza, nacida en Viena con ascendencia alemana por parte materna.

### Formación
Con 17 años ingresó en el monasterio cisterciense de Nuestra Señora de Valparaiso de Zamora. Se formó en Teología en las universidades de Alcalá de Henares y de Salamanca, obteniendo en esta última el doctorad en 1643.

### Trayectoria

##### Presbítero
El 7 de abril de 1635 fue ordenado presbítero. Enseñó Artes y Teología en diversos colegios cistercienses y en 1641 fu nombrado maestro general de la orden.
A partir de 1645 fue catedrático de vísperas de Teología en la Universidad de Salamanca. También fue abad del Colegio de San Bernardo de Salamanca, cargo que ocupó en los trienios 1653-1656 y 1659-1662.
Adquirió fama como orador sagrado, siendo nombrado por Felipe IV predicador de la Real Capilla. También fue nombrado por el monarca presidente de la Junta en pro de la Inmaculada Concepción y Prior de la Orden de Calatrava.

#### Obispo
En 1667 fue presentado por el rey para el obispado de Badajoz, el 14 de mayo de 1668 fue nombrado por el papa Clemente IX y el 23 de septiembre siguiente fue consagrado obispo por el cardenal Vitaliano Visconti en el Monasterio de Santa Ana de Madrid.
En la diócesis de Badajoz celebró sínodo, promovió el culto litúrgico fomentando especialmente el de los santos relacionados especialmente con la diócesis. A lo largo de un año entero giró visita pastoral a todas las parroquias bajo su jurisdicción.
Tras quedar vacante el arzobispado de Granada por fallecimiento de su titular Diego Escolano y Ledesma, fue propuesto para el mismo y nombrado el 29 de mayo de 1673. El 28 de junio siguiente hizo entrada solemne en la archidiócesis. Trabajó para apaciguar las relaciones entre el Cabildo y la Real Chancillería que desde hacía tiempo venían siendo muy tensas. Costeó el altar de san Bernardo de la catedral metropolitana y promovió el establecimiento de un monasterio cisterciense en Granada, que con posterioridad a su fallecimiento quedó establecido con tres monjas cistercienses procedentes de Málaga en el Monasterio de san Bernardo del Albaicín en 1683. Estableció en el colegio de san Cecilio, que dependía del cabildo, los cursos de Artes, primero y más tarde de Teología, mejor formación intelectual de los colegelias. Al Colegio de Santa Catalina lo dotó de constituciones, de las que carecía, aunque los colegiales las rechazaron y reclamaron al Consejo de la Cámara de Castilla, que denegó la petición.
Inició en 1674 una visita pastoral a la diócesis y llegó a visistar las parroquias de la capital, del Valle de Lecrín, de la costa, de la Alpujarra y algunas del Poniente. La enfermedad le hizo interrupirla estando en Loja.

## Final
Falleció en Granada el martes 16 de marzo de 1677 y sus restos fueron depositados en la cripta de la catedral hasta que en 1683, según había dispuesto, se trasladaron al monasterio de Valparaiso a una capilla que había fundado y donde estaban enterrados sus padres y hermanos. Tras la desamortización de Mendizabal y el expolio y desaparición del monasterio, los restos se han perdido. 

## Sucesión
| Predecesor: Jerónimo Rodríguez de Valderas | Obispo de Badajoz 1668 – 1673    | Sucesor: Francisco de Lara                     |
| Predecesor: José de Argáiz Pérez           | Arzobispo de Granada 1673 – 1677 | Sucesor: Alfonso Bernardo de los Ríos y Guzmán |

- Datos: Q61999111
- Multimedia: Francisco de Rois y Mendoza / Q61999111